# Pénélope à ventre roux
Penelope ochrogaster
Espèce
Statut de conservation UICN

 VU A3cd+4cd : Vulnérable
La Pénélope à ventre roux (Penelope ochrogaster) est une espèce d'oiseaux de la famille des Cracidae.

## Répartition
Elle est endémique du Brésil.

## Habitat
Elle vit dans les forêts sèches et les zones de marais subtropicales et tropicales.
Elle est menacée par la perte de son habitat.
|  |  |